# Episodi di Nonno Felice (terza stagione)
Questa è la lista degli episodi della terza stagione di Nonno Felice. Adriano Bernacchi, come per quella precedente, è il direttore di fotografia di tutti gli episodi.

## Terza stagione
| nº | Titolo episodio                       |
| -- | ------------------------------------- |
| 1  | Nonno sull'orlo di una crisi di nervi |
| 2  | Chi ben comincia...                   |
| 3  | Camerieri si nasce                    |
| 4  | Appuntamento al buio                  |
| 5  | I nuovi arrivati                      |
| 6  | Vita da ricchi                        |
| 7  | Sotto il vestito nonno                |
| 8  | Buon Natale Malinverni!               |
| 9  | L'occasione fa l'uomo onesto          |
| 10 | 779.000 tutto compreso                |
| 11 | Assemblea straordinaria               |
| 12 | Faccetta nera                         |
| 13 | Avviso avviso                         |
| 14 | Stelle e strisce                      |
| 15 | Chi ha orecchie in tenda              |
| 16 | Tengo famiglia                        |
| 17 | L'occhio indiscreto                   |
| 18 | Sfratto esecutivo                     |
| 19 | Prendi questa mano zingara            |
| 20 | È di nuovo primavera                  |
| 21 | La sindrome di Peter Pan              |
| 22 | Televendiamoci                        |
| 23 | Se mio nonno avesse le ruote...       |
| 24 | Io so che tu sai che io so            |
| 25 | Nessuno è perfetto                    |
| 26 | Caro coro                             |
| 27 | Non aprite quella porta               |
| 28 | Il giallo del sacco giallo            |
| 29 | Vergogna!                             |
| 30 | Milano da bar                         |
| 31 | Rumori                                |
| 32 | Si vive solo due volte                |
| 33 | Buona notte alla politica             |
| 34 | L'Arca di Noè                         |
| 35 | Prima comunione                       |
| 36 | A mo' di nonno                        |
| 37 | Il rosso e il verde                   |

## Nonno sull'orlo di una crisi di nervi
Soggetto & Sceneggiatura: Barbara Cappi e Giorgio Vignali
Felice, per portare qualche soldo a casa, decide di iscriversi ad un concorso di «nonno ideale». Un'idea simile viene ai nipotini, che lo iscrivono ad un concorso di cucina, non sapendo però che lo stesso è riservato solo alle donne. Felice vuole rinunciare a questo concorso, ma i nipotini lo convincono a partecipare lo stesso nei panni di zia Felicita.
Dopo alcuni giorni telefona il giurato del concorso del concorso di cucina e, prima che questi arriva Felice si traveste da Felicita. Mentre è nei panni di zia Felicita si presenta anche il giudice del concorso «nonno ideale»: Felice, per non farsi scoprire, è costretto a tenere il gioco interpretando entrambi i personaggi. Quando sta per riscuotere il premio per il concorso di cucina, la portiera insospettita degli strani movimenti si presenta a casa con la polizia e qui si scopre che Felice e Felicita sono la stessa persona.

## Chi ben comincia...
Soggetto & Sceneggiatura: Umberto Simonetta
Ginevra ha appena aperto un'agenzia di servizi proprio sotto casa, facendosi aiutare da Felice.
Il primo giorno, si presentano in agenzia due persone che vengono scambiati per Franco e Ginevra come potenziali clienti. Per non far vedere che l'agenzia non ha clientela fingono d'essere impegnatissimi in telefonate per lavoro, aiutati anche dal Dott. Nuvoletti che s'è finto come un affezionato cliente. Purtroppo Felice e Ginevra si renderanno conto che quelli che credevano clienti, in realtà erano tecnici telefonici venuti per collegare la linea.
Il resto della giornata non si vede alcun cliente, così Felice pensa ad un espediente per fare credere a Ginevra che, durante la sua assenza si sia presentata una donna che ha acquistato un costoso servizio.

## Camerieri si nasce
Soggetto & Sceneggiatura: Federico Moccia
Ginevra invita a cena una sua amica, di origini nobiliari e, per non fare brutta figura decide di assumere una cameriera solo per la serata. Felice organizza gli incontri con alcune delle candidate, ma non riesce a trovare nessuno. Vista la situazione, sarà proprio Felice ad impersonare il ruolo di cameriere: tutto sembrava procedere per il meglio fino a quando l'ospite per distrazione manda in frantumi un piatto mandando su tutte le furie Felice e mettendo in imbarazzo Ginevra. La situazione degenera e, quindi, Ginevra decide di raccontare alla sua amica la verità.

## Appuntamento al buio
Soggetto & Sceneggiatura: Barbara Cappi e Giorgio Vignali
Dudù ha deciso di iscriversi ad un'agenzia matrimoniale e, mentre è intento a compilare il questionario, convince Felice di iscriversi pure lui. Il giorno stesso Felice decide di parlarne col figlio Franco, ma questi fraintende e va ad acquistare un criceto pensando che il padre cercasse la compagnia di un animaletto. Dopo alcuni giorni si presenta una donna, mandata dall'agenzia. Questa, però, si dimostra molto autoritaria e prepotente al punto che decide di dettare le regole ai nipoti ed a richiedere cambiamenti all'arredamento, a suo dire non adeguato. Felice vorrebbe allontanare la donna e, quindi, studia un espediente per farlo.

## I nuovi arrivati
Soggetto & Sceneggiatura: Barbara Cappi e Giorgio Vignali
Nuovi arrivi in casa Malinverni: si tratta di nuovi fratelli. Franco e Ginevra sono in clinica ed è felice a portare avanti la famiglia combattendo anche contro le piccole gelosie di Eva e Morena, intanto pensa sei i nuovi venuti saranno maschi o femmine ed ai nomi da scegliere.
Liberandosi dagli impegni famigliari anche Felice riesce, finalmente, ad andare anche lui in clinica e, proprio mentre lui è li vengono alla luce i bambini: due gemelli. Una volta giunti a casa Felice scopre che, purtroppo per lui, uno dei due bambini è stato chiamato Ercole, mentre l'altro è stato chiamato Felice.
La casa, visto l'allargarsi della famiglia, non è più sufficiente per cui si sta pensando ad un trasloco.

## Vita da ricchi
Soggetto & Sceneggiatura: Federico Moccia
Eva e Morena rientrano a casa felici perché credono di essere state selezionate per un provino per “non e la RAI”, in realtà è uno scherzo di Felice che ha scritto lui stesso la lettera. Le bambine pensano, quindi, ad una vendetta. 
Franco e Felice decidono di giocare alla lotteria per dare una svolta alla loro vita. Arriva il giorno dell'estrazione ed il primo premio è stato vinto dal biglietto acquistato da Felice. 
Convinti di essere ormai miliardari in famiglia si iniziano ad acquistare i beni che hanno sempre desiderato avere; Felice, per cercare di far fruttare la vincita si rivolge ad un mediatore finanziario. Nessuno in famiglia, però, immagina che...

## Sotto il vestito nonno
Soggetto & Sceneggiatura: Federico Moccia
Ginevra si reca alcuni giorni in Svizzera per lavoro con grande disappunto dei figli perché così non potrà ritirare un premio vinto al supermercato. Felice viene convinto a vestire i panni della signora Felicita per ritirare il premio e proprio quando si trova al supermercato viene notata da un uomo a cui attribuisce cattive intenzioni. Poco dopo lo stesso uomo si presenta a case così che Felice (ancora vestito da Felicita) scopre che questa persona lavora per un'agenzia pubblicitaria e vuole assumere Felicita per alcune campagne pubblicitarie. Non sapendo come uscirne decide di chiedere somme di denaro esagerate, convinto che queste non sarebbero mai state accettate: invece queste non solo vengono accettate, ma vengono addirittura aumentate. Felice, vista l'ingente somma, decide di firmare il contratto, per poi usare il ricavato per regalare un'auto nuova a Franco.
Iniziano le riprese e tutto sembrava filare, finché succede un imprevisto...

## Buon Natale Malinverni!
Soggetto & Sceneggiatura: Barbara Cappi e Giorgio Vignali
Natale si avvicina ed anche in casa Malinverni sono tutti intenti a prepararsi per le feste. Mentre si trovano nell'agenzia di servizi di Ginevra arriva il parroco della parrocchia di quartiere che chiede di organizzare un presepe vivente. Data l'impossibilità di Franco e Ginevra di seguire direttamente la preparazione della manifestazione, sarà Felice a decidere di occuparsene, avendo a che fare con un budget minimo. Per cercare di raggranellare un po' di denaro Felice manda i nipotini in giro per la città per ottenere offerte per la preparazione del presepe, intanto contatta due attori per interpretare Giuseppe e Maria. Quando i nipoti rientrano Felice si renderà conto che le offerte che i bambini hanno ottenuto altro non sono che dolciumi; inoltre anche gli attori oltre che non adatti al ruolo, non sono assolutamente disposti a lavorare senza compenso.
Per non mandare a monte il presepe Felice trova una soluzione.
- Altri interpreti: Gaetano Aronica (Don Aurelio)

## L'occasione fa l'uomo onesto
Soggetto & Sceneggiatura: Barbara Cappi e Giorgio Vignali
In casa Malinverni si decide di assumere una colf per fare le pulizie di casa. Felice è contrario, un po' perché vorrebbe continuare ad occuparsene personalmente e un po' perché non si fida a far entrare uno sconosciuto in casa. Data l'irremovibilità di Ginevra alla fine Felice, suo malgrado, decide di accettare.
Mentre la famiglia era fuori si introduce in casa una ladra e proprio mentre questi e all'opera rientra Felice che, però, pensa sia la nuova signora delle pulizia. Iniziano così alcune incomprensioni, fino a che Felice si rende conto, ascoltando la segreteria telefonica, che la persona in casa non era affatto la signora delle pulizie.
Visti i fatti Felice decide di chiamare la Polizia, nascondere gli oggetti di valore, ma anche di mettere la donna davanti alla realtà, ossia che lui sapeva benissimo essere una ladra.
Parlando con la donna si rende conto che ruba solo per fame perché senza lavoro: Felice, decide, quindi di dare una mano alla donna.

## 779.000 tutto compreso
Soggetto & Sceneggiatura: Umberto Simonetta
Felice ha l'idea di aggiungere un nuovo servizio all'agenzia di pronto intervento di Ginevra: l'organizzazione di viaggi turistici. Ginevra affida questo nuovo ramo ad una sua amica, totalmente incompetente, ma a detta di Ginevra, molto volonterosa ma soprattutto raccomandata! Felice è poco convinto della cosa e quando si reca in agenzia si rende subito conto che l'amica di Ginevra fa poco nulla per attirare la clientela, in quanto gestisce il servizio in modo quanto meno discutibile.
Preoccupato della cosa, Felice decide di avvisare Ginevra, ma questa decide di continuare a dar fiducia alla donna. Felice decide, quindi, di mettere lui stesso alla prova l'amica di Ginevra, che essendo venuta al corrente della cosa decide di avvisarla. Arriva il giorno della prova e Felice, nei panni della signora Felicita, si reca in agenzia per chiedere informazioni si un viaggio: l'amica di Ginevra non lo riconosce e quindi non solo non sa fornire alcuna informazione, ma ciò che è paggio, caccia in malo modo alcuni clienti, convinta che proprio loro fossero Felice travestito. Visti gli accadimenti, Ginevra non può fare altro che licenziare la sua amica.

## Assemblea straordinaria
Soggetto & Sceneggiatura: Umberto Simonetta
Felice di accettare che la riunione del suo condominio di tenga presso la sua abitazione, suscitando la preoccupazione di Franco e Ginevra che temono che questa possa essere per loro un disturbo. I timori di Franco e Ginevra, in effetti si dimostrano non così infondate in quanto in casa Malinverni si presentano praticamente tutti i condomini, compresa la portiera, sperando di ottenere da Felice un voto per l'elezione di capo consigliere, ruolo a cui ambisce lo stesso Felice. Arriva i giorno dell'assemblea che risulta essere più che mani animata, con scambio di accuse reciproche tra tutti i condomini, tutti interessati a diventare capo consigliere. Sarà Felice a trovare il modo per placare gli animi e per farsi eleggere capo consigliere.

## Faccetta nera
Soggetto & Sceneggiatura: Barbara Cappi e Giorgio Vignali
È il compleanno di Franco e in famiglia hanno organizzato una festa con consegna dei regali. Mentre si sta festeggiando si presenta un ragazzo di colore che viene inizialmente scambiato per un operaio addetto alla consegna del regalo di Felice. Parlando, il ragazzo afferma di essere il nipote di Felice nato da una relazione avuta ai tempi della guerra. Felice, dapprima è diffidente perché pensa che il ragazzo voglia solo spillargli dei soldi, ma dopo essere venuto a conoscenza di fatti noti solo a lui, si rende conto che il ragazzo non stava raccontando storie. Arriva l'ora di mangiare e proprio mentre erano tutti seduti a tavola il ragazzo fa una descrizione di Felice giovane che, però non corrisponde alla sua, bensì a quella si un altro ragazzo che s'era spacciato per Felice, ed è proprio lui il nipote del ragazzo. Felice cerca ci mettersi in contatto con l'uomo ma scopre che...

## Avviso avviso
Soggetto & Sceneggiatura: Barbara Cappi e Giorgio Vignali

## Stelle e strisce
Soggetto & Sceneggiatura: Barbara Cappi e Giorgio Vignali
Federico sta per partire per trascorrere alcune settimane in America per studio e in casa Malinverni giungerà un ragazzo americano. Ginevra è molto preoccupata perché non sa come si troverà il figlio in un paese così lontano. Federico parte ed arriva il ragazzo americano, portando con sé apparecchi informatici di ogni tipo. Il ragazzo passa la vita davanti allo schermo di un PC da cui dipende completamente, per qualsiasi cosa voglia fare chiede prima “consigli” al computer. Anche la dieta, rigidissima, è stata prescritta dal PC; questo atteggiamento infastidisce decisamente Felice che per questo ha alcune discussioni col ragazzo.
Una notte Felice scopre il ragazzo americano in lacrime, la ragione è che è stato lasciato dalla ragazze e, non sa che fare perché il computer non è in grado di fornirgli una risposta: sarà quindi Felice, con la sua esperienza di vita, a dare consigli al ragazzo...

## Chi ha orecchie in tenda
Soggetto & Sceneggiatura: Barbara Cappi e Giorgio Vignali
I bambini hanno indetto lo sciopero della fame perché Franco e Ginevra hanno programmato una vacanza al mare mentre loro vorrebbero andare a fare il campeggio da soli. Dopo molte insistenze Felice si offre per accompagnarli lui in mondo da permettere a Franco e Ginevra di andare al mare e, allo stesso tempo di accontentare i bambini. Prima di partire, però, Felice chiede ai bambini di provare rimanendo a casa la vita da campeggio per verificare che i nipoti siano disposti ad accettare le privazioni che il campeggio porta. Inizialmente pareva andare tutto per il meglio, ma sono bastati pochissimi giorni a far cambiare idea ai bambini.

## Tengo famiglia
Soggetto & Sceneggiatura: 
In casa Malinverni sono tutti vestiti elegantemente: sono stati infatti invitato ad un programma televisivo che si occupa di famiglie col quale collabora il dott. Nuvoletti. La trasmissione prevede delle interviste a tutti i componenti della famiglia realizzate proprio in casa Malinverni da Patrizia Rossetti.
Inizialmente Felice voleva starsene in disparte, ma sarà convinto proprio da Nuvoletti a partecipare alla trasmissione. Una volta iniziate le interviste, però, Felice si fa prendere la mano ed prende a parlare al posto degli altri componenti della famiglia...fino ad arrivare ad insultare pubblicamente il figlio Franco...
- Guest star: Patrizia Rossetti

## L'occhio indiscreto
Soggetto & Sceneggiatura: Barbara Cappi e Giorgio Vignali
Il dott. Nuvoletti, decidendo di coinvolgere la famiglia Malinverni in una sorta di reality show/esperimento nel quale la vita di una famiglia viene ripresa 24 ore al giorno, sceglie di parlane con Felice offrendo a lui e alla famiglia un ricco cachet. La famiglia decide si partecipare, anche se Ginevra è poco convinta circa l'utilità delle cosa, e Felice firma il contratto; le uniche regole sono di comportarsi come se le telecamere non ci fossero e di mangiare sempre i prodotti dello sponsor. L'esperimento inizia, ma non nel migliore dei modi, per cui la famiglia viene rimproverata perché non danno l'immagine che gli autori si aspettano; col passare dei giorni non solo la situazione non migliora, ma anzi peggiora e come se non bastasse i prodotti dello sponsor sono scadenti. Passano i giorni, Felice e famiglia sono stufi di essere costretti a comportarsi come viene loro imposto, vorrebbero annullare il contratto, ma una clausola prevede una grossa penale: Felice dovrà, quindi, escogitare un episodio per uscirne...

## Sfratto esecutivo
Soggetto & Sceneggiatura: Barbara Cappi e Giorgio Vignali
Felice, mentre dorme sul divano, ha un incubo: sogna che la famiglia lo cacci di casa perché vecchio ed inutile. Mentre si prepara per portare i nipotini al cinema entrano Franco e Ginevra, che non sapendo di essere ascoltati fa Felice fanno dei discorsi che fanno pensare allo stesso Felice che abbiano intenzione di allontanarlo da casa per mandarlo in una casa si riposo; spaventato perde i sensi ma, una volta svegliato dei nipoti si tranquillizza pensando fosse un altro incubo. Poco dopo, però l'episodio si ripete e questa volta Felice decide di reagire convinto non solo che verrà mandato in casa si riposo, ma che il giorno stesso verrà una persona a prelevarlo. Una volta giunto l'addetto Felice gli mette quasi le mani addosso, quando rientrano Franco e Ginevra.

## Prendi questa mano zingara
Soggetto & Sceneggiatura: Federico Moccia
Ginevra vuole ospitare nella sua agenzia una chiromante e chiede a Felice di organizzare il suo antro facendosi aiutare da una vicina. Quest'ultima rivela a Felice di essersi innamorata di un nuovo coinquilino e, con l'aiuto di Felice, gli scrive una lettera d'amore. Poco dopo però, quando Felice scopre che il vicino non aveva gradito affatto la lettera, gli consiglia allora di rivolgersi a un'indovina. Facendosi aiutare dai nipoti, Felice prepara un filtro d'amore e decide di travestirsi lui stesso da chiromante per cercare di indurre l'uomo a innamorarsi della vicina. Ma le cose non vanno proprio così...

## È di nuovo primavera
Soggetto & Sceneggiatura: Federico Moccia
Felice aiuta i bambini ad organizzare una festa per l'inizio della primavera. Ginevra si sente poco considerata dal marito Franco, così Felice le consiglia di fare qualcosa per attirare la sua attenzione, come fingere di avere un ammiratore segreto. Intanto Eva e Morena litigano perché sono innamorate dello stesso bambino, che entrambe hanno invitato alla festa; Franco sospetta che solo una delle due sia veramente interessata a lui e che l'altra gemella la stia solo imitando per fattore genetico, così Felice organizza un piano per capire quale gemella sia veramente innamorata. Quindi, durante la festa...

## La sindrome di Peter Pan
Soggetto & Sceneggiatura: Barbara Cappi e Giorgio Vignali

## Televendiamoci
Soggetto & Sceneggiatura: Barbara Cappi e Giorgio Vignali
Felice costretto a casa da un forte raffreddore, per non annoiarsi decide di guardare un po' di TV quando si imbatte in una televendita in cui offrono un gran numero do prodotti a prezzo scontato, ma soprattutto con la possibilità di rendere la merce se non soddisfatti. Felice, quindi, ordina tutto quanto presentato durante la televendita, intenzionato a provare la merce per poi restituirla senza pagare nulla; inizia quindi una settimana molto intensa per Felice, che dopo aver provato tutta la merce chiama la ditta per rendere il tutto... ma le cose non vanno come Felice sperava.
- Guest star: Roberto Da Crema

## Se mio nonno avesse le ruote...
Soggetto & Sceneggiatura: Barbara Cappi e Giorgio Vignali
Felice vorrebbe godersi qualche minuto di relax quando suona alla porta l'amico Dudù. L'amico ha appena conosciuto una donna, ma per non rinunciare a vedere gli amici del bar le ha detto che doveva accudire la madre malata; la donna, però, non crede a Dudù perciò chiede di conoscerla...il problema è che la mamma di Dudù è morta da molti anni. Dudù, quindi, chiede un aiuto a Felice affinché sia lui ad interpretare il ruolo della mamma; Felice suo malgrado accetta di aiutare l'amico. Poche ore dopo Dudù torna con la nuova compagna, ma quando stavano per andarsene la ragazza di Dudù chiede di rimanere un po' da sola con sua madre.

## Io so che tu sai che io so
Soggetto & Sceneggiatura: Barbara Cappi e Giorgio Vignali
Mentre Felice sfoglia un libro si trova tra le mani la pubblicità di un call center erotico e si convince che sia Franco a chiamare. Nel frattempo telefona l'amico Dudù piuttosto giù di morale per cui Felice cerca di rallegrarlo; in quel momento torna Ginevra molto preoccupata per via della bolletta telefonica molo alta. Ginevra pensa che sia Felice a fare le telefonate per cui decide di parlarne con Franco; allo stesso tempo Felice è convinto che sia proprio Franco a chiamare la hotline.
Mentre Franco e Felice discutono animatamente scambiandosi accuse, torna Federico.

## Nessuno è perfetto
Soggetto & Sceneggiatura: Barbara Cappi e Giorgio Vignali
Felice si prepara per andare in montagna con i bambini mentre Franco e Ginevra invece vanno al mare per il loro anniversario. Infatti i due coniugi hanno deciso di scambiare la casa per qualche giorno con dei loro amici del mare. Quando la nuova famiglia arriva, si rivelano molto maleducati e cominciano a mettere in subbuglio la casa. Felice non si fida a lasciarli da soli in casa e rinuncia alla montagna per controllarli, travestendosi da Felicita, la "domestica".

## Caro coro
Soggetto & Sceneggiatura: Barbara Cappi e Giorgio Vignali
Al bar stanno organizzando una gara di canto lirico e Felice decide di partecipare, organizzando un coro con i suoi vecchi amici Alpini. Li invita a casa sua per fare le prove che inizialmente vanno malissimo. Felice pensa quasi di ritirarsi poi però gli viene un'idea.

## Non aprite quella porta
Soggetto & Sceneggiatura: Umberto Simonetta
Tutta la famiglia è allarmata perché ultimamente si sono verificati molti furti nel quartiere. Decidono, tra le altre cose, di fare una nuova assicurazione contro il furto. Inoltre i bambini sono avvertiti di non aprire mai la porta di casa a meno che non siano assolutamente sicuri di avere riconosciuto la voce di chi ha suonato. Per fare capire meglio il concetto ai bambini, fanno una prova pratica facendo perdere tempo anche al dottor Nuvoletti. Quella sera i bambini rimangono soli in casa.

## Il giallo del sacco giallo
Soggetto & Sceneggiatura: Barbara Cappi e Giorgio Vignali
Felice e Federico stanno osservando dalla finestra col binocolo e intravedono una donna nuda e un tizio con una sega elettrica; poco dopo sentono il rumore di una motosega e le grida di una voce femminile. Felice comincia a sospettare di avere un vicino assassino, soprattutto quando di notte scopre quel vicino sul pianerottolo con in mano un enorme e pesante sacco giallo. Il giorno dopo elabora un piano: manda Franco e Ginevra a controllare cosa c'è nei sacchi della spazzatura mentre lui resta di guardia. Quando vede il sospettato uscire di casa, Felice lo fa venire in casa sua trattenendolo con una scusa.

## Vergogna!
Soggetto & Sceneggiatura: Barbara Cappi e Giorgio Vignali
In zona si aggira un maniaco che ha molestato la barista e la stessa Ginevra; per una serie di coincidenze un maresciallo sospetta che il maniaco sia proprio Felice ma non ne ha le prove. Poco dopo Felice rimane solo in casa e, proprio mentre è in mutande, la custode suona per portare un pacco; Felice esce sul pianerottolo per prenderlo ma accidentalmente si chiude fuori casa. Ancora in mutande, Felice affronta situazioni imbarazzanti tra cui una vicina che pensa che lui la voglia sedurre e un altro incontro con il maresciallo.
- Altri interpreti: Giovanni Battezzato

## Milano da bar
Soggetto & Sceneggiatura: Barbara Cappi e Giorgio Vignali

## Rumori
Soggetto & Sceneggiatura: Barbara Cappi e Giorgio Vignali

## Si vive solo due volte
Soggetto & Sceneggiatura: Barbara Cappi e Giorgio Vignali

## Buona notte alla politica
Soggetto & Sceneggiatura: Barbara Cappi e Giorgio Vignali

## L'arca di Noè
Soggetto & Sceneggiatura: Barbara Cappi e Giorgio Vignali

## Prima comunione
Soggetto & Sceneggiatura: Barbara Cappi e Giorgio Vignali

## A mo' di nonno
Soggetto & Sceneggiatura: Barbara Cappi e Giorgio Vignali

## Il rosso e il verde
Soggetto & Sceneggiatura: 